# Puchar Sześciu Narodów Kobiet 2012
Puchar Sześciu Narodów Kobiet 2012 – jedenasta edycja Pucharu Sześciu Narodów Kobiet, międzynarodowych rozgrywek w rugby union dla żeńskich reprezentacji narodowych. Zawody odbyły się w dniach 5 lutego – 18 marca 2012 roku, a zwyciężyła w nich reprezentacja Anglii, która pokonała wszystkich rywali i tym samym zdobyła dodatkowo Wielkiego Szlema.
Wliczając turnieje w poprzedniej formie, od czasów Home Internal Championship i Pucharu Pięciu Narodów, była to siedemnasta edycja tych zawodów.

## Mecze
| 5 lutego 201214:00 | Francja | 32:0 | Włochy | Stade Émile Pons, Riom |
| 5 lutego 201214:00 |         | 32:0 |        | Stade Émile Pons, Riom |

| 5 lutego 201217:00 | Szkocja | 0:47 | Anglia | Lasswade RFC, Bonnyrigg |
| 5 lutego 201217:00 |         | 0:47 |        | Lasswade RFC, Bonnyrigg |

| 11 lutego 201214:30 | Francja | 8:7 | Irlandia | Stade du Hameau, Pau |
| 11 lutego 201214:30 |         | 8:7 |          | Stade du Hameau, Pau |

| 12 lutego 201213:00 | Walia | 20:0 | Szkocja | Cross Keys RFC, Crosskeys |
| 12 lutego 201213:00 |       | 20:0 |         | Cross Keys RFC, Crosskeys |

| 12 lutego 201213:30 | Włochy | 3:43 | Anglia | Stadio Carlo Androne, Recco |
| 12 lutego 201213:30 |        | 3:43 |        | Stadio Carlo Androne, Recco |

| 24 lutego 201219:30 | Irlandia | 40:10 | Włochy | Ashbourne RFC, Ashbourne |
| 24 lutego 201219:30 |          | 40:10 |        | Ashbourne RFC, Ashbourne |

| 25 lutego 201214:00 | Szkocja | 0:23 | Francja | Bridgehaugh Park, Stirling |
| 25 lutego 201214:00 |         | 0:23 |         | Bridgehaugh Park, Stirling |

| 25 lutego 201218:15 | Anglia | 33:0 | Walia | Twickenham Stadium Londyn |
| 25 lutego 201218:15 |        | 33:0 |       | Twickenham Stadium Londyn |

| 3 marca 201214:30 | Irlandia | 36:0 | Walia | Ashbourne RFC, Ashbourne |
| 3 marca 201214:30 |          | 36:0 |       | Ashbourne RFC, Ashbourne |

| 9 marca 201219:30 | Irlandia | 20:0 | Szkocja | Ashbourne RFC, Ashbourne |
| 9 marca 201219:30 |          | 20:0 |         | Ashbourne RFC, Ashbourne |

| 10 marca 201217:00 | Walia | 30:13 | Włochy | Millennium Stadium, Cardiff |
| 10 marca 201217:00 |       | 30:13 |        | Millennium Stadium, Cardiff |

| 11 marca 201212:45 | Francja | 3:15 | Anglia | Stade Sébastien Charléty, Paryż |
| 11 marca 201212:45 |         | 3:15 |        | Stade Sébastien Charléty, Paryż |

| 17 marca 201214:00 | Anglia | 23:6 | Irlandia | Esher RFC, Walton-on-Thames |
| 17 marca 201214:00 |        | 23:6 |          | Esher RFC, Walton-on-Thames |

| 18 marca 201213:30 | Włochy | 29:12 | Szkocja | Stadio Giulio e Silvio Pagani, Rovato |
| 18 marca 201213:30 |        | 29:12 |         | Stadio Giulio e Silvio Pagani, Rovato |

| 18 marca 201214:00 | Walia | 0:31 | Francja | Cross Keys RFC, Crosskeys |
| 18 marca 201214:00 |       | 0:31 |         | Cross Keys RFC, Crosskeys |